# Teorema de Masreliez
El teorema de Masreliez és un algorisme recursiu sovint empleat en estadística robusta i el mètode matemàtic de filtres de Kalman estesos i porta el nom del físic C. Johan Masreliez, el seu autor.

## Historial
La tesi doctoral de Masreliez (1972) tractava d'"Estimació robusta" i va treure un estimador d'una espècie de mitjana robusta. Aquest estimador garanteix sempre una variància màxima per les distribucions simètriques, que tenen un grau conegut d'error probable en cada «cua» amb independència de com la distribució es presenta com la resta. Després es va usar per dissenyar un filtre de Kalman robust com “una aproximació de filtrat no-Gausià amb equació d'estat lineal i equació d'observacions també lineal”.

## Aplicacions
El teorema des de llavors ha aconseguit diversos aprofitaments, per exemple estimar amb precisió la mitjana condicionada en situacions d'observació no-Gausianes. D'altres són
- Robòtica
- Pilot automàtic
- Interfície Cervell Computadora
- Sistema global de navegació per satèl·lit, com[7]
  - Sistema de posicionament global